# Kurt Furgler

Kurt Furgler (1985)

Kurt Furgler (* 24. Juni 1924 in St. Gallen; † 23. Juli 2008 ebenda; heimatberechtigt in Valens) war ein Schweizer Politiker (CVP) aus dem Kanton St. Gallen. Als Bundesrat war er zuerst Justiz-, dann Wirtschaftsminister und bekleidete dreimal das Amt des Bundespräsidenten.

## Leben

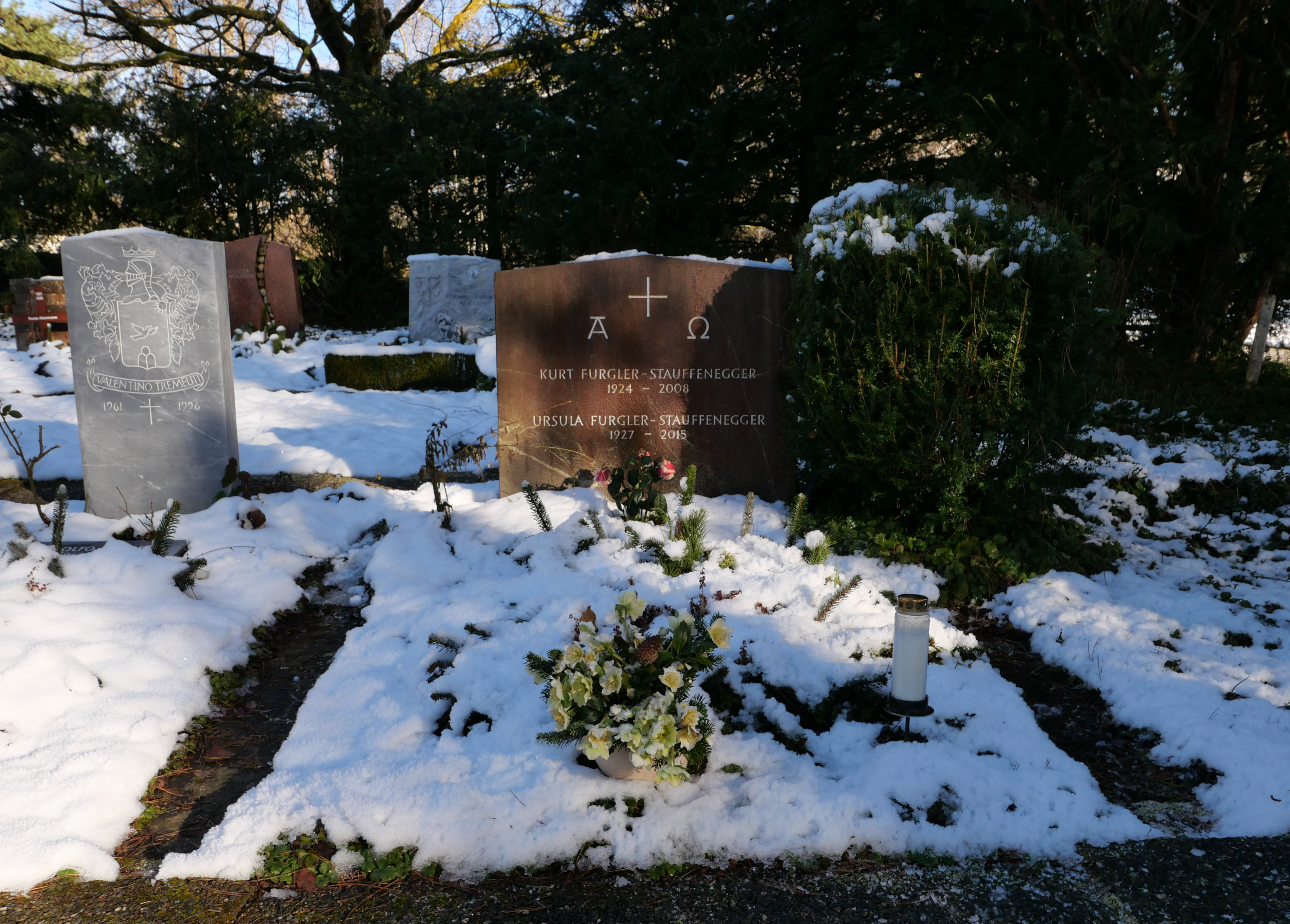
Das Grab im Jahr 2025

Furgler wuchs als zweitältester Sohn eines Textilkaufmanns in St. Gallen in einem katholischen Milieu auf. Die Familie mit fünf Kindern lebte in bescheidenen Verhältnissen.  Sein Vater verlor während der Stickereikrise der Zwischenkriegszeit die Stelle und gründete daraufhin die Lebensversicherungsanstalt «Familia», um seiner Familie ein Auskommen zu ermöglichen. Kurt Furgler studierte Rechtswissenschaft an den Universitäten Freiburg, Zürich und Genf. Er promovierte 1948, erwarb das Anwaltspatent und war als Anwalt in St. Gallen tätig. Er war Brigadier der Schweizer Armee; das war der höchste militärische Dienstgrad eines Bundesrats nach dem Zweiten Weltkrieg. Furgler war Gründer des TSV St. Otmar St. Gallen, in dessen Handballabteilung er auch als Spieler und Trainer tätig wurde. Wobei er als Trainer beim legendären Spiel von Seon vom damaligen Schiedsrichter Walter Brand, wegen unangebrachtem Verhalten auf die Zuschauertribüne verwiesen wurde.
Kurt Furgler war ab 1950 mit Ursula Stauffenegger (1927–2015) verheiratet. Das Ehepaar hatte sechs Kinder. Tochter Brigitta Furgler (* 1952) ist Schauspielerin. Die Fußballfunktionäre Matthias und Michael Hüppi sind Neffen Furglers. Er erlag im Alter von 84 Jahren einem Herzversagen. Zu seiner Trauerfeier in der Stiftskirche St. Gallen erschienen zwei aktive und mehrere ehemalige Mitglieder der Landesregierung. Er wurde auf dem Ostfriedhof begraben. Seine Frau fand ihre letzte Ruhestätte an seiner Seite.

## Politische Laufbahn

Kurt Furgler 1985 im Nationalratssaal

Von 1955 bis 1971 gehörte Furgler dem Nationalrat an, ab 1963 als Präsident der CVP-Fraktion. Im Jahr 1964 wurde auf seinen Antrag hin die erste Parlamentarische Untersuchungskommission (PUK) eingesetzt. Unter seinem Vorsitz untersuchten zwanzig National- und zwölf Ständeräte den sogenannten Mirage-Skandal. Das Parlament folgte schliesslich den im Abschlussbericht vorgeschlagenen Forderungen, die eine Reduktion der Bestellung von 100 auf 57 Flugzeuge sowie Verbesserungen bei internen Abläufen vorsahen. Zum Politstar entwickelte sich Furgler dank dieser Rolle als Mirage-Inquisitor. Im Weiteren wirkte Furgler von 1968 bis 1972, respektive seiner Wahl in den Bundesrat auch als Mitglied der Beratenden Versammlung des Europarates.

Am 8. Dezember 1971 wurde Furgler in den Bundesrat gewählt und übernahm das Justiz- und Polizeidepartement. Sein Departement trimmte er auf Effizienz, mit grosser Geschwindigkeit trieb er auch komplexe Projekte voran. Eine umstrittene Rolle spielte Furgler im Spionageskandal um Brigadier Jean-Louis Jeanmaire. Von 1983 an leitete Furgler das Volkswirtschaftsdepartement. Am 31. Dezember 1986 trat er aus dem Bundesrat zurück. Furgler war Bundespräsident in den Jahren 1977, 1981 und 1985 und Vizepräsident in den Jahren 1976, 1980 und 1984.

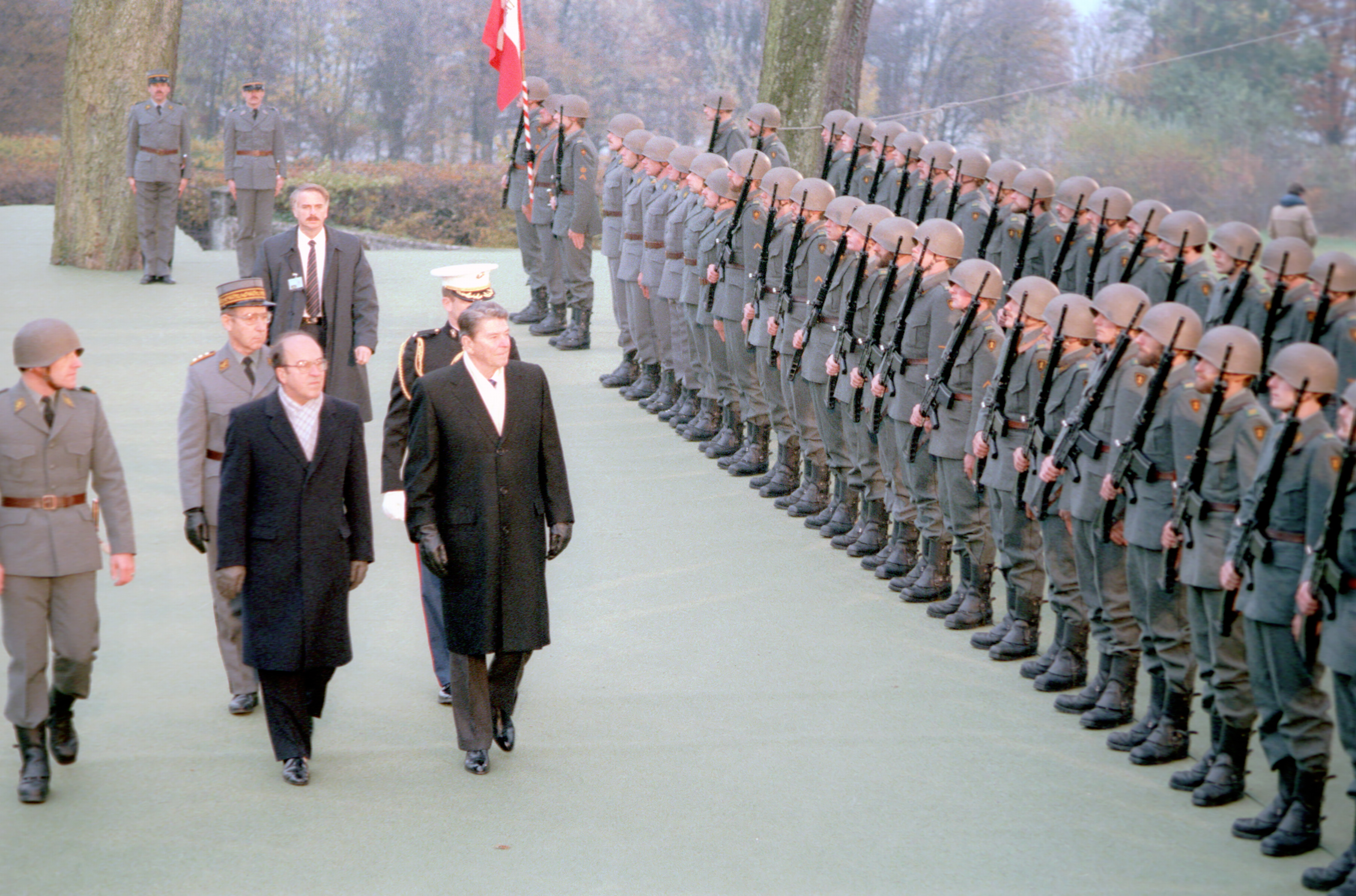
Kurt Furgler mit dem US-Präsidenten Ronald Reagan

 135 Gesetzesreformen in zehn Jahren als Bundesrat brachte er durch:
Furgler setzte sich ein für den Verfassungsartikel zur Gleichberechtigung von Mann und Frau, reformierte das Familienrecht und die Raumplanung, initiierte eine – später gescheiterte – Totalrevision der Bundesverfassung. Er sorgte zudem für ein neues Asylrecht, die Neuverteilung der Kompetenzen zwischen Bund und Kantonen, für ein neues Zivilschutzgesez, ein neues Raumplanungsgesetz, eine Verschärfung des Strafrechts, die internationale Rechtshilfe oder das Gurtenobligatotium. Er setzte sich tatkräftig für die Schaffung des Kantons Jura ein. Bekannt wurde er insbesondere durch die Lex Furgler, ein Gesetz, das den Immobilienerwerb durch Ausländer beschränkte. 1974 setzte sich Furgler in der Abtreibungsfrage über das bundesrätliche Kollegialitätsprinzip hinweg: Er verlangte, von der Vertretung der Vorlage der Indikationslösung vor dem Parlament entbunden zu werden. 1982 leitete er während der Besetzung der polnischen Botschaft in Bern den Krisenstab.
In harschem Ton forderte am 30. September 1985 der nationalistische Parlamentarier Markus Ruf den Rücktritt von Bundesrat Kurt Furgler. Dieser habe mit seiner Ausländerpolitik «Verrat am Erbe unserer Väter» begangen und solle jetzt die politische Verantwortung für sein «jahrelanges Versagen» tragen. Furgler reagierte mit der Antwort «Ich passe mich dem Niveau ihrer Frage an und stelle das Pult tiefer.»
1985 trafen sich der Präsident der Vereinigten Staaten Ronald Reagan und der Generalsekretär des Zentralkomitees der Kommunistischen Partei der Sowjetunion Michail Gorbatschow zur Genfer Gipfelkonferenz in der Schweiz. Kurt Furgler war als Bundespräsident Gastgeber des Gipfels.
Furgler war Mitglied im Club of Rome und im InterAction Council sowie Ehrenmitglied des Internationalen Olympischen Komitees. Ausserdem erhielt er mehrere Ehrendoktorate, unter anderem 1987 eines von der Universität St. Gallen.

## Trivia
Über den beim Volk sehr populären Bundesrat Furgler zirkulierten zu seinen Lebzeiten zahlreiche Witze. Einer der bekanntesten lautete wie folgt: "Warum springt Kurt Furgler immer aus dem Haus, wenn es donnert und blitzt? Er glaubt, der liebe Gott wolle ihn fotografieren."

## Wahlergebnisse in der Bundesversammlung
- 1971: Wahl in den Bundesrat mit 125 Stimmen (absolutes Mehr: 115 Stimmen)
- 1975: Wiederwahl als Bundesrat mit 187 Stimmen (absolutes Mehr: 109 Stimmen)
- 1975: Wahl zum Vizepräsidenten des Bundesrates mit 182 Stimmen (absolutes Mehr: 103 Stimmen)
- 1976: Wahl zum Bundespräsidenten mit 190 Stimmen (absolutes Mehr: 97 Stimmen)
- 1979: Wiederwahl als Bundesrat mit 206 Stimmen (absolutes Mehr: 111 Stimmen)
- 1979: Wahl zum Vizepräsidenten des Bundesrates mit 156 Stimmen (absolutes Mehr: 98 Stimmen)
- 1980: Wahl zum Bundespräsidenten mit 191 Stimmen (absolutes Mehr: 101 Stimmen)
- 1983: Wiederwahl als Bundesrat mit 198 Stimmen (absolutes Mehr: 115 Stimmen)
- 1983: Wahl zum Vizepräsidenten des Bundesrates mit 162 Stimmen (absolutes Mehr: 96 Stimmen)
- 1984: Wahl zum Bundespräsidenten mit 177 Stimmen (absolutes Mehr: 100 Stimmen)